# Andreas Hilmar Alkofer
Andreas Hilmar Alkofer OFMconv (Ordensname: Andreas-Pazifikus Alkofer; * 20. Juli 1962 in Neustadt an der Waldnaab; † 7. Juni 2006 in Chur) war ein römisch-katholischer Geistlicher und Moraltheologe an der Theologischen Hochschule Chur (Schweiz).

## Leben
Andreas Hilmar Alkofer leistete nach seinem Abitur in Neustadt/Waldnnab Zivildienst als Rettungssanitäter und begann anschließend an der Universität Regensburg ein Magisterstudium in den Fächern Germanistik, Philosophie und Theologie. 1985 unterbrach er das Studium, trat in den Orden der Franziskaner-Minoriten ein und legte im Jahr darauf die zeitlichen Gelübde ab. Er setzte sein Studium der Theologie an der Julius-Maximilians-Universität Würzburg fort. Nachdem er 1989 die Ewige Profess abgelegt hatte, wurde er studentische Hilfskraft am Lehrstuhl für neutestamentliche Wissenschaft und schloss 1991 sein Studium mit einem Diplom ab. In dem vorgeschriebenen Pastoraljahr war er an der Philosophisch-Theologischen Hochschule in Münster und machte die Praktika in Kaiserslautern und Neuwied. Seine Priesterweihe empfing er 1992 in Würzburg.
Bei Professor Bernhard Fraling nahm er im Fach Moraltheologie ein Promotionsstudium auf, das er 1996 mit der Promotion aufgrund der Dissertation Ethik als Optik und Angesichtssache. Überlegungen zu einer Fundamentalkasuistik im Anschluss an E. Levinas abschloss. Für diese Arbeit wurde er mit einem Preis des Kuratoriums der unterfränkischen Gedenkjahrstiftung für Wissenschaft ausgezeichnet. 1997 nahm er an der Universität Regensburg eine Tätigkeit als wissenschaftlicher Assistent und Habilitand von Professor Herbert Schlögel auf. Hier habilitierte er sich 2004 im Fach Moraltheologie mit der Forschungsarbeit zum Thema Konturen der Höflichkeit. Handlung – Haltung – Ethos – Theologie. Versuch einer Rehabilitation.
1998 war Alkofer Wissenschaftsbeauftragter der deutschen Ordensprovinz.
Am 25. April 2003 wurde er von Bischof Amédée Grab zum Professor für Theologische Ethik an der Theologischen Hochschule Chur ernannt und erhielt den Lehrstuhl des demissionierten Professors Albert-Peter Rethmann.
Neben seiner beruflichen Tätigkeit engagierte sich Alkofer als Moraltheologe in der kantonalen Ethikkommission.
Er starb nach kurzer Krankheit und wurde am 16. Juni 2006 auf dem Würzburger Hauptfriedhof beigesetzt.

## Schriften
- Antonius von Padua. Franziskaner auf Umwegen. Auf der Suche nach der eigenen Lebensspur. Echter Verlag, Würzburg 1994 (Neuauflage 2012).
- Ethik als Optik und Angesichtssache. E. Levinas und Spuren einer theologischen Fundamentalkasuistik. LIT, Münster 1997.
- Der himmlische Figaro: Biblische Gottesbilder, die aus dem Rahmen fallen Echter Verlag, Würzburg 1998.
- (mit Herbert Schlögel) Was soll ich dir tun? Kleine Bioethik für die Krankenhausseelsorge. Katholisches Bibelwerk, Stuttgart 2003.
- Konturen der Höflichkeit: Handlung – Haltung – Ethos – Theologie. Versuch einer Rehabilitation. Books on Demand, Norderstedt 2005.